# Nina Morgulina
Nina Morgulina (russisch Нина Моргулина, verheiratete Дербина, Derbina; * 5. Juli 1956) ist eine ehemalige sowjetische Hürdenläuferin, die sich auf die 100-Meter-Distanz spezialisiert hatte
1978 wurde sie bei den Leichtathletik-Europameisterschaften in Prag Vierte.
Bei den Leichtathletik-Halleneuropameisterschaften gewann sie über 60 m Hürden 1979 in Wien Bronze und wurde 1980 in Sindelfingen Sechste.

## Persönliche Bestzeiten
- 60 m Hürden (Halle): 8,05 s, 1. März 1980, Sindelfingen
- 100 m Hürden: 12,76 s, 22. Juni 1980, Leningrad